# Carlos Schneeberger
Pour les articles homonymes, voir Schneeberger.
Carlos Alberto Schneeberger Lemp, aussi transcrit Schneberger ou Schnëeberger  (né au Chili à Lautaro le 21 juin 1902 et mort au Chili à Temuco le 1er octobre 1973) était un footballeur international chilien, qui jouait au poste d'attaquant.

## Biographie
Surnommé Gringo ou encore Montón de letras, Schneeberger a joué en tant qu'attaquant pour les clubs chiliens de Liceo de Temuco, puis de Colo Colo, et enfin de Green Cross, mais également avec l'équipe du Chili entre 1927 et 1930.
Il joue son premier match international contre l'Uruguay le 10 décembre 1927. Il est ensuite sélectionné pour disputer les jeux olympiques de 1928 avec son pays.
Étant l'un des piliers de cette sélection chilienne, à l'instar de Guillermo Subiabre ou encore d'Ulises Poirier, il fait partie de l'effectif chilien qui dispute la coupe du monde de 1930 en Uruguay, sélectionné avec 18 autres joueurs chiliens par l'entraîneur hongrois György Orth. Il est le capitaine de l'équipe qui termine dans le groupe A, avec la France, l'Argentine et le Mexique. Ils ne finissent que 2e du groupe derrière l'Argentine, ce qui ne suffit pas à les qualifier pour les demi-finales.